# ابواسحاق حصری
ابراهیم بن علی بن تمیم انصاری شهرت‌یافته به ابواسحاق حُصْری (؟ -۱۰۶۱م) ادیب ناقد و شاعر اهل تونس بود. زهرة الآداب و ثمر الألباب، نور الطرف و نَور الظرف، المصون فی سر الهوی المکنون، جمع الجواهر فی الملح و النوادر از آثار اوست.